# Министерство сельского хозяйства Бразилии
Министерство сельского хозяйства, животноводства и снабжения является федеральным правительственным учреждением в Бразилии.
Также ранее шахты и энергетика находились под юрисдикцией Министерства сельского хозяйства, однако затем полномочия были переданы Министерству горнорудной промышленности и энергетики.

## Агроэнергетика
Бразилия является мировым лидером в производстве агроэнергии и Министерство сельского хозяйства предлагает политику по развитию и производству топливного этанола.